# Pryma (interwał)
Pryma – interwał prosty zawarty między dwoma dźwiękami leżącymi na tym samym stopniu skali muzycznej. W szeregu zasadniczym naturalnie występuje pryma czysta. Zastosowanie znaków chromatycznych pozwala zmienić rozmiar prymy.

## Rodzaje
| Nazwa                   | Opis | Przykład     |
| ----------------------- | --- | ------------ |
| Pryma czysta odsłuchajⓘ | Jest to powtórzony ten sam dźwięk. Występuje naturalnie w szeregu zasadniczym (c-c, d-d, e-e, f-f, g-g, a-a, h-h). Jest interwałem konsonansowym doskonałym. W przewrocie otrzymuje się oktawę czystą. Oznaczenie: 1. | Pryma czysta |

### Interwały pochodne
| [1] 1<    |
| --------- |
| [2] 1     |
| [3] 8>    |
| [4] 2>    |
| [5] c-cis |

| [1] 1<<     |
| ----------- |
| [2] 2       |
| [3] 8>>     |
| [4] 2       |
| [5] c-cisis |

| [1] 1<<<      |
| ------------- |
| [2] 3         |
| [3] 8>>>      |
| [4] 3>        |
| [5] ces-cisis |

| [1] 1<<<<       |
| --------------- |
| [2] 4           |
| [3] 8>>>>       |
| [4] 3           |
| [5] ceses-cisis |

Objaśnienia do tabeli:

[1] – oznaczenie interwału

[2] – rozmiar interwału w półtonach

[3] – przewrót interwału

[4] – najprostszy interwał o takim samym brzmieniu

[5] – przykład

[A] – te interwały istnieją teoretycznie jako przewroty innych interwałów, w praktyce są one określane w sposób podany w nawiasie